# 寬突鱈
寬突鱈為輻鰭魚綱鱈形目鱈科的其中一種，分布於北大西洋區，包括巴倫支海、白海、喀拉海等海域，棲息深度約10公尺，本魚背鰭3個、臀鰭2個，無側線孔，體色背部褐色，腹部變得蒼白;具小的黑色斑點，體長可達42公分，棲息在沿海海域，有時會進入河流，屬肉食性，以蠕蟲、甲殼類等為食，可做為食用魚。